# ミューロケット

ミューロケットシリーズ

ミューロケットは、東京大学生産技術研究所と後継機関の東京大学宇宙航空研究所、文部省宇宙科学研究所（ISAS）、JAXA宇宙科学研究所（同）が、日産自動車宇宙航空事業部と後継企業のIHIエアロスペースと共に開発し、運用した人工衛星打ち上げロケットシリーズである。

## 概要
ミューロケットシリーズはペンシル,ベビー,カッパ,ラムダに続く日本独自の固体ロケットシリーズであり、人工衛星の打ち上げによって宇宙開発を本格的に推進する為に開発されたものである。26機の科学衛星を打ち上げ、世界の宇宙科学の発展に大いに寄与したが、2006年のM-V 7号機の打ち上げをもって引退した。
開発計画は大きく M計画 と ABSOLUTE計画 に分けられる。

## Μ計画
Μ計画（ミューけいかく）とは1960年に外側ヴァン・アレン帯高度10,000km以上に達するロケットとして考案されたものである。その後、1962年に糸川英夫による「5年後にペイロード30kgの人工衛星を打ち上げるためのロケットは如何に」という設問に対する解答として10月に「人工衛星計画試案」が秋葉鐐二郎,長友信人,松尾弘毅らによって製作された。このロケットは直径1.28m,第3段及び第4段に球形のロケットモータをもつもので、これがミューロケットの仕様の叩き台となった。その後すぐに糸川英夫によって1.4m以上の直径とする案が提示されることとなるが、これはその後10年以上はこれを上回る大型化はできないだろうという予測に基づいたもので、実際にM-Vロケットが提案される1989年までの20年余りは1966年の国会報告によって直径1.4mの制限を掛けられていた。糸川英夫の案は採用され、ミューロケットは直径1.4mのロケットとして開発されることになった。
技術開発は主にL-4型ロケットやK-10型ロケットを用いて行われた。M-4Sロケットの開発においては他に実機大予備試験機としてM-1,M-3Dが用いられている。
当初計画において M-4S の後は、2,3段にTVC誘導制御装置を搭載した M-4SC、M-4SC の各段を高性能化し第1段にもTVCを搭載した M-4SH、さらに各段を大型化した M-4SS と開発を進める予定であった。この後、L-4S-5に至るまでの失敗の連続や漁協問題による計画の遅延によって、上段モータの高性能化が先行して進む結果となり、1972年には3段構成でも要求性能を満たすことができると考えられるようになった。また、3段構成であれば開発中の誘導制御装置の簡素化が可能であるという点も有利に働き、計画は3段構成に変更された。M-4S以降は M-3C, M-3H, M-3S と開発が進んだ。Μ計画は M-3S をもって一応の完成をみることとなる。

## ABSOLUTE計画
ABSOLUTE計画（Advanced Booster by Solid Utilizing Technology of Extremity 計画）（アブソリュートけいかく）とは1977年に秋葉鐐二郎によって提唱された、3段式, 全長18.5m, 直径3m, 総重量100t, 低軌道打ち上げ能力2.1t, ペイロード比2%以上である宇宙探査用高性能ロケットの早期実現を目標として、固体ロケット技術を最高水準に高める総合研究開発を進めるという構想である。ミューロケットシリーズの第2期開発計画に位置付けられている。

### M-3S改計画
前述の通り国会報告でミューロケットは直径を1.4mまでに制限されていた。その為にABSOLUTE計画をそのまま実行に移すことは出来なかった。その上で考案されたのがM-3S改計画である。この計画は1978年の宇宙推進シンポジウムにおいて提案されたものであり、Μ計画の完成型であったM-3Sロケットを基にして、第1段の直径を1.4mに抑えつつも、上段の1.6mへの大型化、大型補助ブースタの採用、関連要素技術の研究開発によって打ち上げ能力を何倍にも引き上げるというものであった。この計画は翌1979年にハレー彗星探査計画とともに宇宙開発委員会に提案されることになるが、関係省庁間の調整が難航し、探査計画のみが先に承認された。その後1980年に関係省庁の調整が終了し、1981年に計画が開始される。この間に計画は2段階に分割され、第1段階として第2段の直径を1.4mに抑えたM-3S改Iを開発し、第2段階として当初計画の形態であるM-3S改IIを開発するというものに変更された。この2つが正式に宇宙開発計画に組み込まれる際には、それぞれM-3SII, M-3SIIIと改名されることになる。
第1段階のM-3SIIにおいては、徹底的な軽量化と推薬性能の向上、上段及び補助ブースタの大型化や制御系の近代化によって打ち上げ能力が2.5倍まで向上された。また、並行して伸展ノズルの試験等の基礎研究が進められた。第2段階のM-3SIIIでは、当初計画通り第2段の1.6m化や補助ブースタの追加等を行うことによって、より一層の性能向上を図る予定であった。しかし、1989年に宇宙開発政策大綱の改訂によって直径に関する制約が外された為、以後はM-Vロケットの開発へと移行することになった。

### M-V以降
1989年に宇宙開発政策大綱が改訂され、直径に関する制約が外されたためにABSOLUTE計画そのものを推進することが可能になった。第2段階となったM-Vロケットでは、M-3SIIでの開発成果によって、当初計画において想定された技術の多くを採用した。その上、全段に3軸姿勢制御,TVC誘導制御を取り入れ、第1段の推薬増量等、規模の面では当初計画を上回ることになる。しかし、打ち上げ能力やペイロード比等は予定値を下回り、このことから推薬性能の向上,CFRP製モータケースの採用による軽量化等の改良が進められていくこととなった。
M-Vロケットの次の段階としては、小型化,高性能化,低コスト化する段階を組み込むことで将来的にABSOLUTE計画を実現するという方向性が1998年頃には示されており、この具体案としてM-Vを低コスト化したM-VAやM-Vの2段目から上を3段式ロケットとして利用するM-V Liteなどが考案されていた。M-V開発終了を受け、現在はH-IIAロケットのSRB-Aを1段目として流用したイプシロンロケットが運用中であり、JAXA内ではこれを発展させ、将来的にはM-Vを越える性能をもつロケットを開発するという計画も考案されている。

## 主要諸元一覧
ミューロケット
| 名称          | 全長   | 直径   | 重量    | ペイロード | ペイロード比 | 誘導制御段 |
| ------------- | ------ | ------ | ------- | ---------- | ------------ | ---------- |
| M-4S          | 23.6 m | 1.41 m | 43.6 t  | 180 kg     | 0.41 %       | 無         |
| M-3C          | 20.2 m | 1.41 m | 41.6 t  | 195 kg     | 0.47 %       | 2          |
| M-3H          | 23.8 m | 1.41 m | 48.7 t  | 300 kg     | 0.62 %       | 2          |
| M-3S          | 23.8 m | 1.41 m | 48.7 t  | 300 kg     | 0.62 %       | 1, 2       |
| M-3SII        | 27.8 m | 1.41 m | 61 t    | 770 kg     | 1.26 %       | 1, 2       |
| M-V （1号機） | 30.7 m | 2.5 m  | 139 t   | 1,800 kg   | 1.29 %       | 1, 2, 3    |
| M-V （5号機） | 30.8 m | 2.5 m  | 140.4 t | 1,850 kg   | 1.32 %       | 1, 2, 3    |

イプシロンロケット（比較参考）
| 名称       | 全長   | 直径  | 重量   | ペイロード | ペイロード比 | 誘導制御段 |
| ---------- | ------ | ----- | ------ | ---------- | ------------ | ---------- |
| イプシロン | 25.2 m | 2.5 m | 90.8 t | 1,200 kg   | 1.33 %       | 1, 2, 4    |

固体ロケット（比較参考）
| 型式                   | M-3SII     | M-V        | J-I 1号機  | J-I 2号機 | イプシロン |
| ---------------------- | ---------- | ---------- | ---------- | --------- | ---------- |
| 全高                   | 27.8 m     | 30.8 m     | 33.1 m     | 26.2 m    | 26.0 m     |
| 直径                   | 1.41 m     | 2.5 m      | 1.8 m      | 2.5 m     | 2.6 m      |
| 重量                   | 61.0 t     | 140.4 t    | 88.5 t     | 91.5 t    | 95.1 t     |
| 誘導方式               | 電波誘導   | 慣性誘導   | 電波誘導   | 電波誘導  | 慣性誘導   |
| 低軌道への軌道投入能力 | 770kg      | 1,850kg    | 870kg      |           | 1,200 kg   |
| ペイロード比           | 1.26 %     | 1.32 %     | 0.98 %     |           | 1.33 %     |
| 打ち上げ費用           | 36億円     | 75億円     | 43億円     |           | 53億円     |
| kg毎の打ち上げ費用     | 468万円/kg | 405万円/kg | 489万円/kg | -         | 442万円/kg |

## バリエーション

### M-1
第1段及び補助ブースター周りのシステムの総合試験を行ったM-4Sの実機大予備試験機。1966年に1機が打ち上げられ、高度50kmに達した。

### M-3D
第2段及び第4段周りのシステムの総合試験を行ったM-4Sの実機大予備試験機。1969年に1機が打ち上げられ、高度160kmに達した。

### M-4S
ミューロケットシリーズ第1世代の4段式無誘導衛星打ち上げロケット。低軌道に180kgのペイロードを打ち上げることが可能である。1970年から1972年の間に4機が打ち上げられ、1971年以降の3機が成功した。

### M-3C
ミューロケットシリーズ第2世代の3段式衛星打ち上げロケット。第2段に誘導制御装置を搭載し、3段式と段数が減少したにも係わらず、上段の高性能化によって低軌道に195kgのペイロードを打ち上げることが可能となった。1974年から1979年の間に4機が打ち上げられ、3機が成功した。

### M-3H
ミューロケットシリーズ第2世代の3段式衛星打ち上げロケット。M-3Cの第1段を伸長,推薬を増量し、低軌道に300kgのペイロードを打ち上げることが可能である。1977年から1978年の間に3機が打ち上げられ、3機が成功した。

### M-3S

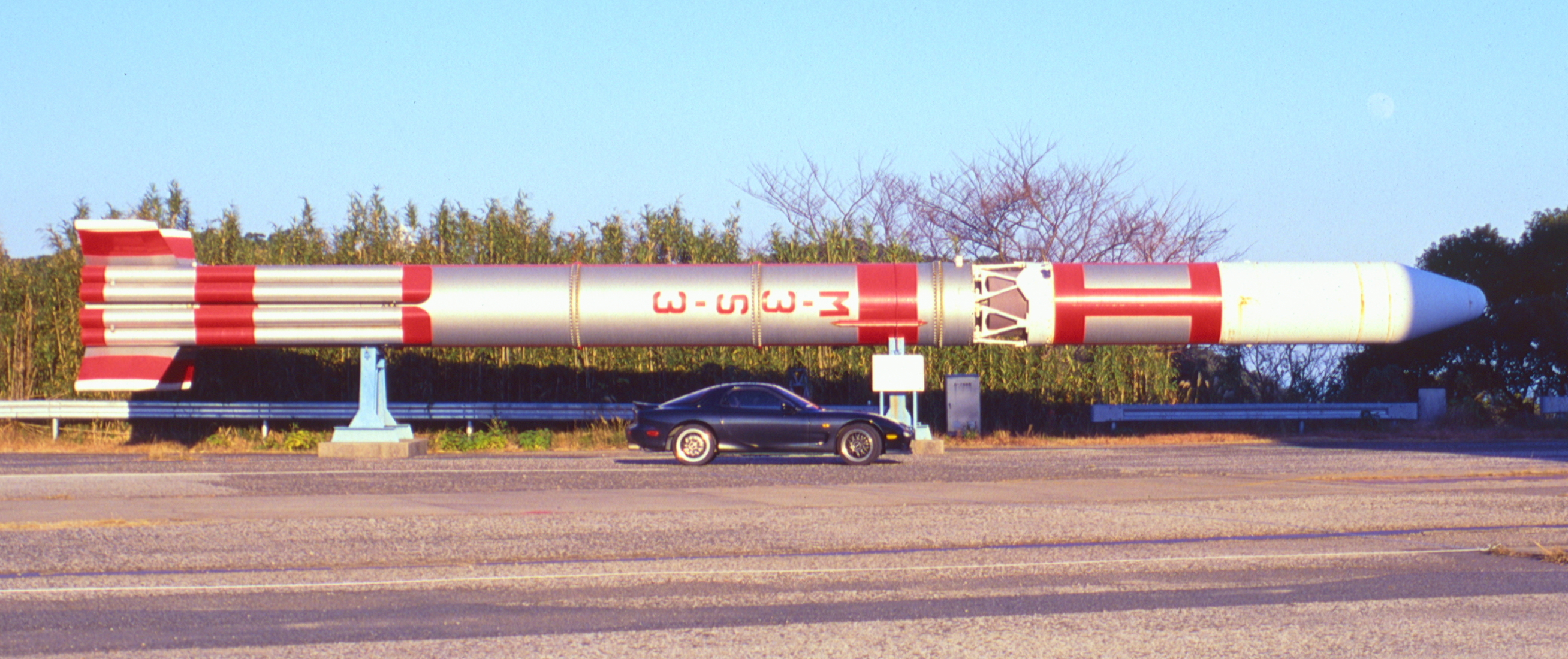
ミューロケットと自動車の大きさ比較。
M-3Sロケット3号機実物大模型（JAXA/ISAS内之浦宇宙空間観測所KS台地）とマツダ・RX-7

ミューロケットシリーズ第3世代の3段式衛星打ち上げロケット。第1段に誘導制御装置を搭載し、低軌道に300kgのペイロードを打ち上げることが可能である。1980年から1984年の間に4機が打ち上げられ、4機が成功した。

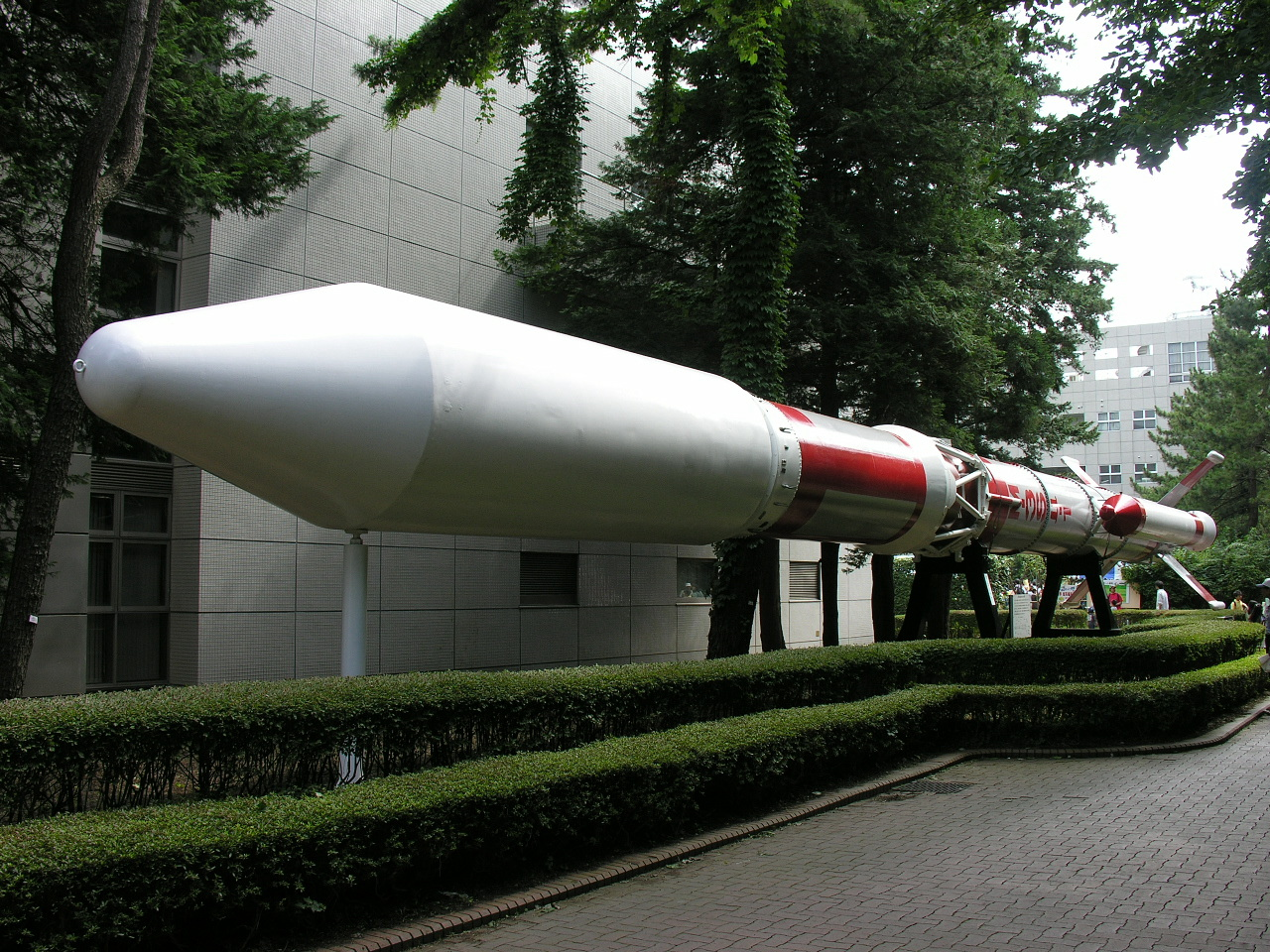
M-3SIIロケット実物大模型（相模原キャンパス）

### M-3SII
ミューロケットシリーズ第4世代の3段式衛星打ち上げロケット。ハレー彗星探査が行えるように計画された。補助ブースタにラムダロケットを用いる等、第1段以外の全てのロケットモータを大型化したことによって、低軌道に770kgのペイロードを打ち上げることが可能である。キックステージを付与することで惑星間軌道へ直接ペイロードを打ち上げることが可能になり、これは全段固体燃料ロケットとしては世界初のものである。1985年から1995年の間に8機が打ち上げられ、7機が成功した。

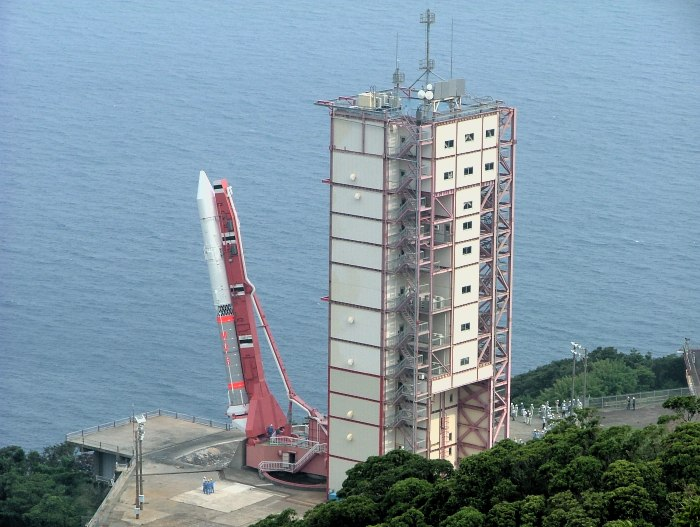
斜めにセットされたM-Vロケット6号機（打ち上げ前の試験にて）

### M-V
ミューロケットシリーズ第5世代の3段式衛星打ち上げロケット。直径2.5mまで大型化された全段が新設計のロケットであり、低軌道に1.8tのペイロードを打ち上げることが可能である。4号機の失敗を機に5号機以降は大規模な仕様変更が行われ、低軌道打ち上げ能力が1.85tに向上している。2009年時点で、全段固体燃料ロケットとしては史上最大である。1997年から2006年の間に7機が打ち上げられ、6機が成功した。

## 計画のみ

### M-4SC
M-4SからM-4SHまでの技術的な飛躍を少しでも埋めるため考案された、M-4Sの2,3段目にTVC装置を搭載する計画。ロケットモータの高性能化などに伴いM-3Cに統合された。高度500kmの低軌道に120kgのペイロードを投入可能となる予定であった。

### M-4SH
M-4Sからサイズを変えずに第1段から第3段全てにTVC装置を搭載した高性能モータを用いる計画。計画が3段式ロケットに変更されたため実機開発はされなかったが、高度500kmの低軌道に200kgのペイロードを投入可能となる予定であった。

### M-4SS
M-4S,M-4SHをもとにして、第1段としてM-4Sの第1段M-10モータに1セグメント追加したM-11モータを用いるなど、各段の大型化を図る計画。計画変更以前にはミューロケットの最終形とされ、M-4SHと並行してペイロードに応じて使い分けられる予定であった。計画が3段式ロケットに変更されたため実機開発はされなかったが、高度500kmの低軌道に320kgのペイロードを投入可能となる予定であった。

### M-2H
1974年に考案されたミューロケットの改良型である。当時具体計画の検討段階であったM-3Hの第1段（SB-310 + M-11）の上に上段として宇航研の開発した推力7t級のLOX/LH2エンジンES-702を用いたステージを採用する計画であり、当初は仮にM-Xという名称だったが、後にM-2Hという名称になった。低軌道投入能力は500kgと見積もられていた。また、Μ計画とN計画を引き継ぐ低軌道打ち上げ能力10tの大型人工衛星打ち上げロケットAロケットへのステップとなるよう計画されていた。技術試験衛星や惑星探査機を10機打ち上げる予定であったが、予算不足やLOX/LH2エンジンの開発リソースをLE-5に集中させることが決定されたために実現しなかった。
仕様
- 全長：25m強
- 直径：1.4m
- 搭載重量：500kg

打ち上げ計画
- 1979年：試験機
- 1980年：AST-T1
- 1981年：AST-E1, PLP-A
- 1982年：AST-E2
- 1983年：AST-T2, PLP-B
- 1984年：AST-E3, AST-B1
- 1985年：AST-T3, AST-E4

### M-3SIII
M-3SIIを基にして、第1段の直径は変更せずに補助ブースタの大型化及び増量し、第2段を1.6mへと大型化することによって性能向上を図る計画。改訂された宇宙開発大綱によって直径の制限がなくなった為にM-Vの開発へと計画は移行した。

### M-V-Lite
M-Vの登場によって理学ミッション機会や工学実証機会が減少したことから考案された構想である。後期型M-Vの第2段、第3段、キックモータで構成される小型人工衛星打ち上げ用3段式固体燃料ロケットで、観測ロケットの延長としての衛星打ち上げロケットとして位置づけられていた。低軌道に500kg、太陽同期軌道に300kgの人工衛星を投入することが可能とされ、M-Vと各部を共用することで費用は衛星バスも含め20億円に抑えることが可能であると見積もられていた。M-V民間移管後に民主導で開発される予定であったが、M-V民間移管計画の中止とイプシロンロケット計画の開始によって開発には至らなかった。